# HRT 2
HRT 2, полное название Hrvatska radio televizija 2 (хорв. Хорватское радио телевидение 2), также известный как Drugi program (с хорв. — «Вторая программа») — хорватский общественный развлекательный телеканал. Входит в HRT.

## История
Вещает с 1972 года.

## Современная сетка программ

### Выпуски новостей
- Panorama – новости из крупных городов
- Vijesti na Drugom – главный выпуск новостей

### Телесериалы
- Obični ljudi (Обычные люди)

### Развлекательные программы
- VIP Music Club
- Žutokljunac
- Odmori se, zaslužio si
- Bitange i princeze
- Volim nogomet
- Na kraju ulice
- Moj mali poni: Prijateljstvo je čarobno
- Kronike Matta Hattera

### Телесериалы
- Звёздный путь: Оригинальный сериал
- Звёздный путь: Следующее поколение
- Звёздный путь: Глубокий космос 9
- Звёздный путь: Вояджер
- Звёздный путь: Энтерпрайз
- Звёздный крейсер «Галактика»
- Звёздные врата: Вселенная
- Доктор Кто
- Доктор Хаус
- Меня зовут Эрл
- Дурнушка
- C.S.I.: Место преступления
- 24 часа
- Элли Макбил
- Друзья
- Холм одного дерева
- Обмани меня
- Всё тип-топ, или Жизнь Зака и Коди
- Дорогой Джон

### Документальные передачи и ток-шоу
- Parlaonica
- Slikovnica
- Na rubu znanosti
- Briljanteen

### Комедийные сериалы и программы
- Zakon (Закон)
- Bitange i princeze (Негодяи и принцессы)
- Odmori se zaslužio si (Расслабься, ты заслужил это)
- Naši i vaši (Наши и ваши)

## Параметры вещания

### Наземное
- DVB-T: Канал 2

### Спутниковое
- Eutelsat 16A: 10,721 ГГц / 27.5 (Viaccess 2.5, Viaccess 3.0)
- MaxTV SAT: Канал 22
- TotalTV: Канал 2
- VIP SAT TV: Канал 1

### IPTV
- MaxTV: Канал 2